# Drosophila tani
Drosophila tani este o specie de muște din genul Drosophila, familia Drosophilidae, descrisă de Cheng și Toyohi Okada în anul 1985. Conform Catalogue of Life specia Drosophila tani nu are subspecii cunoscute.